# Сверхскопление Парусов
Сверхскопление Парусов (англ. Vela Supercluster, Vela SCl, VSCL) — массивное сверхскопление галактик на расстоянии около 265,5 Мпк (870 млн световых лет) вблизи зоны избегания с центром в созвездии Парусов. Является одной из крупнейших структур, обнаруженных во Вселенной, сверхскопление занимает область неба размерами 25 × 20 градусов. Сверхскопление состоит из двух стен: широкой главной стены и вторичной сливающейся с ней стены. Размеры структуры по оценкам составляют 385 млн и 300 млн световых лет. Масса сверхскопления примерно в тысячу раз превышает массу Млечного Пути, что соответствует по порядку величины 1015 масс Солнца. В сверхскоплении было обнаружено около 20 скоплений галактик.

## Обнаружение
Об открытии сверхскопления сообщили в конце декабря 2016 года Краан-Кортевег и др. на основе анализа красных смещений 4500 галактик по данным обзора 2dF Galaxy Redshift Survey, использующего телескопы Австралийской астрономической обсерватории и Большой южноафриканский телескоп (SALT).
Статья, сообщающая об открытии, описывает сверхскопления как Terra Incognita, "неизведанную область в ближайшей части Вселенной" Более подробные обзоры в будущем позволят получить новые данные о сверхскоплении.

## Характеристики
Сверхскопление расположено в области неба, закрытой диском Млечного Пути вследствие расположения Солнца в диске. Данная область обычно называется зоной избегания. Следовательно, сверхскопление можно исследовать только в области длинных волн (инфракрасное, микроволновое и радиоизлучение), которые могут проходить через газ и пыль диска Млечного Пути.
Сверхскопление располагается близко к направлению, в котором движется Млечный Путь относительно космического микроволнового излучения. Такое явление называют тёмным потоком, он значимо отличается от нормального хаббловского потока галактик, возникающего вследствие расширения Вселенной.
Хотя космический аппарат Планк не обнаружил свидетельств наличия данного потока, предположения о природе избытка движения включают влияние сверхскопления Шепли и Великого аттрактора в центре сверхскопления Ланиакея. Сверхскопление в Парусах, вероятно, вносит вклад в потоковое движение, соответствующий скорости 50 км/с.